# 1170
1170 (MCLXX) var ett normalår som började en torsdag i den julianska kalendern.

## Händelser

### Juni
- 14 juni – Den engelske kungen Henrik II:s 15-årige son Henrik den yngre blir medregent till sin far, som en del i utbildningen till hans framtida roll som kung. Henrik den yngre dör dock 1183, sex år före fadern.

### Augusti
- 16 augusti – Havelbergs domkyrka invigs.

### December
- 3 december – Ärkebiskop Thomas Becket av Canterbury återvänder till England efter en tids landsflykt.[1]
- 29 december – Thomas Becket blir mördad i katedralen i Canterbury av Henrik II:s män.

### Okänt datum
- Påven Alexander III riktar en rad brev till den efterblivna svenska kyrkan. Han vill påtvinga svenskarna de stränga kanoniska kraven, det vill säga det kyrkliga rättssystemet.
- En biskop omtalas i Växjö för första gången.
- Bela III efterträder Stefan III som kung av Ungern.

## Födda
- 5 april – Isabella av Hainaut.
- 9 maj eller 28 juni – Valdemar Sejr, kung av Danmark 1202–1241.
- Eskil Magnusson (Bjälboätten) (omkring detta år).
- Leonardo Pisano Fibonacci, italiensk matematiker.
- Ermengarde de Beaumont, drottning av Skottland 1186–1214 (gift med Vilhelm I) (född omkring detta år)

## Avlidna
- 29 december – Thomas Becket, helgon, ärkebiskop av Canterbury 1162–1164 (mördad).
- Kristina Björnsdotter, drottning av Sverige 1156–1160, gift med Erik den helige.

### Fotnoter
1. ↑  Det hände i dag